# Руска рома
Руска рома (також халадітка рома (застаріла назва)) — циганська субетнічна група, що походять від польських ромів та входить в групу циган-рома.

## Історія
Руські роми є нащадками тих циган, які прибули на сучасні терени України, Білорусі та Росії у XVI–XVII ст. із Німеччини через Польщу та Литву. Вони торгували кіньми та ворожили, відомі як вправні музики.
Нині представники руска рома мешкають у країнах Балтії, Україні, Білорусі, Росії, меншою мірою в Казахстані, Киргизстані, та досі підтримують шлюбні (матримоніальні) зв'язки. Халадітка ромів часто плутають з сервами; в артистичному середовищі йде зближення цих двох етногруп.
Руска рома були та залишаються нині релігійними релятивістами. Вони сповідують ту релігію, у тому конфесійному варіанті, який переважає в місцевості їхнього перебування.Тому більшість халадіка ромів — православні християни.

## Мова
Халадітка рома розмовляють діалектом циганської мови, який належить до балтської або північної мовної групи циганської мови (романі). У цьому діалекті переважають запозичення німецьких, польських та російських слів, а також використанням деяких запозичених з української та російської граматики.

### Приклади слів
- бай — рукав
- бахт — щастя
- бе́рґа — гора
- бенґ — чорт
- бе́ра — пиво
- бреза — береза
- бевель — вечір
- б́іда — біда
- болибе — небо
- васт — рука
- в́есна — весна
- в́енко — вінок
- дад — батько
- дай — мати
- ґіли — пісня
- ґрай — кінь
- герой — нога
- джюкел — пес
- якх — око
- джіїпен — життя
- індара́ка — спідниця
- кагни — курка
- кіріві — кума
- ске́мпо — скупий
- се́ндо — суд
- ме́ндро — хитрий
- ве́ндзло — вузол
- яґ — вогонь
- рашай — піп
- пани — вода
- пхув — земля
- пхен — сестра
- лазня — лазня
- фе́нчтра, ф́енштра — вікно
- фе́лда — поле
- шту́ба — кімната, квартира
- ґе́нчто, ґе́ншто — породистий кінь
- тикно — маленький

## Відомі руска рома
- Олександр Марцинкевич
- Роман Грохольський